# EarthCARE
EarthCARE (Earth Clouds, Aerosols and Radiation Explorer) est un satellite d'observation de l'atmosphère terrestre faisant partie du programme Living Planet de l'ESA et développé en coopération avec l'agence spatiale japonaise JAXA. L'objectif de la mission EarthCARE est d'améliorer notre compréhension du bilan radiatif de la Terre et de ses effets sur le climat. À cet effet, le satellite doit déterminer les profils verticaux des nuages et aérosols et mesurer la luminance énergétique dans la couche supérieure de l'atmosphère. La mise au point du lidar ultraviolet, l'instrument principal du satellite, rencontre de nombreuses difficultés qui entraînent un report important de la date de lancement à 2022 avec un lanceur Soyouz,. À la suite de l'invasion de l'Ukraine par la Russie en février 2022 et l'arrêt des lancements Soyouz au centre spatial guyanais, l'ESA décide en octobre 2022 de lancer la mission en 2024 avec Vega-C, puis en raison des problèmes de ce lanceur sur Falcon 9.

## Contexte
Le programme Living Planet de l'Agence spatiale européenne, mis en place en 1998 pour remplir les objectifs assignés à l'Agence en matière d'observation de la Terre, comprend deux types de mission spatiale : les missions Earth Watch chargées de collecter des données opérationnelles et les missions Earth Explorer tournées vers la recherche. Ces dernières sont réparties dans deux catégories : les missions pivot (Core missions), les plus coûteuses, prennent en charge des objectifs scientifiques complexes par opposition aux missions plus ciblées mais également moins coûteuses. En 2000, l'ESA lance un appel à propositions pour la sélection d'une mission pivot. EarthCare, proposée conjointement à l'époque par des scientifiques japonais et européens, résulte de plusieurs années d'échanges entre les deux communautés autour des projets de mission ATMOS/B1 (NASDA) et Earth Radiation Mission (ESA). La proposition, après avoir été présélectionnée en 2000, fait l'objet d'une étude en phase A de novembre 2001 à début 2004. En décembre 2004, EarthCARE est retenue et devient la sixième mission Earth Explorer.

## Objectifs
EarthCare doit mesurer la relation qui existe entre radiation, les aérosols et les nuages afin de permettre une meilleure estimation de ces processus dans les modèles numériques utilisés pour les prévisions météorologiques. Les objectifs scientifiques de la mission sont :
- obtenir un profil vertical des aérosols d'origine naturelle ou créés par l'activité humaine, leur radiance et leurs interactions avec les nuages.
- étudier les distributions verticales de l'eau sous forme liquide ou de glace dans l'atmosphère à une échelle globale, son transport par les nuages et son impact sur la radiance.
- obtenir des profils du réchauffement ou du refroidissement de l'atmosphère par rayonnement de la chaleur généré par les aérosols et les caractéristiques des nuages.

La précision visée est de 10 watts/m2.
Pour atteindre ces objectifs, EarthCARE doit mesurer :
- Les caractéristiques des strates d'aérosols : fréquence, processus de dispersion, hauteur des couches intermédiaires, types d'aérosol.
- Caractéristiques des champs de nuages : limites des zones nuageuses et des strates nuageuses, taux de couverture nageuse, présence de strates de liquide/glace/d'air glacé, profils verticaux du contenu en glace et de la taille atteinte par les particules de glace, profils verticaux du contenu en eau liquide et taille des gouttelettes, fluctuations à faible échelle (1 km) de ces caractéristiques.
- Vitesses verticales pour définir les mouvements de convection et d'accumulation de glace.
- Mesure des taux de précipitations en cas de crachin ou d'averses intenses.
- Radiance au sommet de la couche atmosphérique d'origine thermique ou générée par la réflexion du rayonnement solaire.

## Instrumentation
La charge utile comprend quatre instruments dont deux actifs et deux passifs :
- un lidar atmosphérique à haute résolution spectrale (ATLID - ATmospheric LIDar) fournit un profil vertical des aérosols et des nuages peu épais. Il utilise un laser de longueur d'onde 355 nm.
- un radar (CPR - Cloud Profiling Radar) fournit un profil vertical des dimensions des nuages et permet d'évaluer la vitesse verticale des particules au sein des nuages grâce à des mesures Doppler. Il opère dans la bande des 94 GHz.
- Un spectromètre imageur (MSI - Multi-Spectral Imager) à 7 canaux. Son champ d'observation est de 150 km de large et sa résolution de 500 m par pixel,
- un radiomètre à large bande (BBR - Broad-Band Radiometer) effectue des mesures de la radiance et des flux au sommet de la couche atmosphérique. Il dispose d'un canal onde courte et un canal onde longue avec trois lignes de visée fixe au nadir vers l'avant dans le sens du déplacement et vers l'arrière.

## Caractéristiques techniques du satellite
EarthCARE est un satellite d'une masse de 2 350 kg. Il comprend une plate-forme standardisée de type AstroBus-L développée par Airbus Defence and Space et ayant une durée de vie en orbite de 10 ans. Les instruments sont assemblés pour former avec la plate-forme un ensemble très compact pour limiter les déformations de la structure. L'objectif est de garantir que les instruments sont tous alignés comme le prévoit le cahier des charges sans avoir recours à une structure ou des techniques de fabrication complexes et donc coûteuses. Les deux instruments actifs - le radar et le lidar - sont situés sur la partie supérieure de la plate-forme tandis que les instruments passifs sont fixés sur la partie inférieure. L'antenne parabolique du radar de 2,5 mètres de diamètre qui est déployée une fois le satellite en orbite est fixée au sommet du satellite tandis que les panneaux solaires qui fournissent l'énergie sont regroupés sur une seule aile fixée sur la partie arrière de la plateforme formant un ensemble de 18,5 mètres de long. Les 5 panneaux solaires ont une superficie de 21 m2 et doivent notamment pouvoir fournir les 2 500 watts nécessaires aux deux instruments actifs, ils sont assemblés sur un cadre monté sur la face rétrograde du véhicule, configuration ayant pour but de réduire la surface de profil du satellite afin de minimiser la traînée due à l'atmosphère résiduelle présente en orbite terrestre basse (environ 390 km pour EarthCARE). Le satellite est stabilisé sur 3 axes,.

## Développement du projet
EarthCARE est une mission développée en coopération par l'Agence spatiale européenne et l'Agence d'exploration aérospatiale japonaise JAXA. Le Japon fournit le radar CPR et contribue au développement du segment terrestre. La construction de la charge utile ATLID est confiée à Airbus Defence and Space France. La construction du satellite est confiée à Airbus Defence and Space Allemagne et la plate-forme est développée par Airbus Defence and Space Royaume-Uni. Le satellite doit être placé sur une orbite héliosynchrone de 390 km pour une inclinaison de 97°. La durée nominale de la mission est de 3 ans.
Le satellite emporte un lidar ultraviolet. L'utilisation de cet instrument constitue une première dans le domaine spatial. Son développement, confié à la société italienne Selex Galileo (it), rencontre de nombreuses difficultés. Le coût du satellite estimé initialement à 263 millions de dollars américains est réévalué de 50% en 2015 (450 millions de dollars). Le lancement, prévu initialement en 2013, est repoussé à 2018 puis 2021 puis en 2022. Le délai est principalement dû au retard sur le développement des instruments de la charge utile. Le 28 octobre 2019, l'Agence spatiale européenne et Arianespace signe un contrat pour un lancement avec un lanceur Soyouz en 2022. À la suite de l'invasion de l'Ukraine par la Russie en février 2022 et l'arrêt des lancements Soyouz au centre spatial guyanais, l'ESA décide en octobre 2022 de lancer la mission en 2024 avec Vega-C. En juin 2023, le lancement est transféré sur Falcon 9. Le satellite est placé en orbite le 29 mai 2024.

### Source bibliographique
- (en) ESA/JAXA, EarthCARE Mission requirements document, novembre 2006 (lire en ligne) .Cahier des charges de la mission.